# Olympische Sommerspiele 2020/Radsport/Qualifikation
Für die Olympischen Sommerspiele 2020 galten für die Radsportwettbewerbe die folgenden Qualifikationskriterien.
Im Straßenradsport erfolgte die Qualifikation für die Straßenrennen über die Amerika-, Asien- und Amerikameisterschaften 2019 sowie über die UCI Nationenwertung, die am 27. Oktober 2019 veröffentlicht wurde. Zudem standen der japanischen Delegation als Gastgeber sowohl bei den Männern als auch bei den Frauen zwei Quotenplätze zu. Für die beiden Einzelzeitfahren qualifizierten sich die 15 besten Nationen dieser Nationenwertung und die besten 10 Nationen der UCI-Straßen-Weltmeisterschaften 2019. Pro Nation dürfen beim Einzelzeitfahren maximal zwei Athleten pro Nation antreten.
Im Bahnradsport erfolgte die Qualifikation ebenfalls über eine Nationenwertung. Diese wurde am 2. März 2020 nach den UCI-Bahn-Weltmeisterschaften 2020 bekanntgegeben und basierte auf dem Zeitraum zwischen 2018 und 2020.
Die Quotenplätze für die Mountainbike-Wettbewerbe wurden ebenfalls über eine Nationenwertung vergeben. Diese sollte am 28. Mai 2020 veröffentlicht werden. Jedoch wurde durch die COVID-19-Pandemie der Qualifikationszeitraum geändert. Als neuer Termin wurde der 16. Mai 2021 festgelegt. Zudem wurden noch wenige Plätze über die Afrika-, Amerika- sowie Asienmeisterschaften 2019 und die Mountainbike-Weltmeisterschaften 2019 vergeben. Wie bei den Straßenrennen steht Japan auch hier jeweils ein Startplatz zu.
Auch bei den BMX-Wettbewerben erfolgte die Qualifikation größtenteils über eine Nationenwertung und die entsprechenden Weltmeisterschaften. Auch hier erhielt Japan pro Wettkampf einen Quotenplatz.

## Übersicht
| Nation              | Straße | Straße | Straße | Straße | Bahn   | Bahn   | Bahn   | Bahn   | Bahn   | Bahn   | Bahn   | Bahn   | Bahn   | Bahn   | Bahn   | Bahn   | Mountainbike | Mountainbike | BMX    | BMX    | BMX    | BMX    | Gesamt |
| Nation              | Männer | Männer | Frauen | Frauen | Männer | Männer | Männer | Männer | Männer | Männer | Frauen | Frauen | Frauen | Frauen | Frauen | Frauen | Mountainbike | Mountainbike | Männer | Männer | Frauen | Frauen | Gesamt |
| Nation              | StR    | Ezf    | StR    | Ezf    | Spr    | Tsp    | Kei    | Om     | Mad    | Mvf    | Spr    | Tsp    | Kei    | Om     | Mad    | Mvf    | Männer       | Frauen       | Free   | Renn   | Free   | Renn   | Gesamt |
| ------------------- | ------ | ------ | ------ | ------ | ------ | ------ | ------ | ------ | ------ | ------ | ------ | ------ | ------ | ------ | ------ | ------ | ------------ | ------------ | ------ | ------ | ------ | ------ | ------ |
| Ägypten             |        |        |        |        |        |        |        |        |        |        |        |        |        | 1      |        |        |              |              |        |        |        | 1      | 2      |
| Algerien            | 2      | 1      |        |        |        |        |        |        |        |        |        |        |        |        |        |        |              |              |        |        |        |        | 3      |
| Argentinien         | 1      |        |        |        |        |        |        |        |        |        |        |        |        |        |        |        |              | 1            |        | 1      |        |        | 3      |
| Aruba               |        |        |        |        |        |        |        |        |        |        |        |        |        |        |        |        |              |              |        |        |        | 1      | 1      |
| Aserbaidschan       | 1      |        |        |        |        |        |        |        |        |        |        |        |        |        |        |        |              |              |        |        |        |        | 1      |
| Äthiopien           |        |        | 1      |        |        |        |        |        |        |        |        |        |        |        |        |        |              |              |        |        |        |        | 1      |
| Australien          | 4      | 2      | 4      | 2      | 2      | 1      | 2      | 1      | 1      | 1      | 2      | 1      | 2      | 1      | 1      | 1      | 1            | 1            | 1      | 1      |        | 2      | 34     |
| Belgien             | 5      | 2      | 3      | 1      |        |        |        | 1      | 1      |        |        |        |        | 1      | 1      |        | 1            | 1            |        |        |        |        | 17     |
| Brasilien           |        |        |        |        |        |        |        |        |        |        |        |        |        |        |        |        | 2            | 1            |        | 1      |        | 1      | 5      |
| Burkina Faso        | 1      |        |        |        |        |        |        |        |        |        |        |        |        |        |        |        |              |              |        |        |        |        | 1      |
| Chile               |        |        | 1      |        |        |        |        |        |        |        |        |        |        |        |        |        | 1            |              |        | 1      | 1      |        | 4      |
| China               | 1      |        | 1      |        | 1      |        | 1      |        |        |        | 2      | 1      | 2      | 1      |        |        | 1            | 1            |        |        |        |        | 12     |
| Chinesisch Taipeh   | 1      |        |        |        |        |        |        |        |        |        |        |        |        |        |        |        |              |              |        |        |        |        | 1      |
| Costa Rica          | 1      |        | 1      |        |        |        |        |        |        |        |        |        |        |        |        |        |              |              | 1      |        |        |        | 3      |
| Dänemark            | 4      | 1      | 2      | 1      |        |        |        | 1      | 1      | 1      |        |        |        | 1      | 1      | 1      | 1            | 2            |        |        |        | 1      | 18     |
| Deutschland         | 4      | 2      | 4      | 2      | 2      | 1      | 2      | 1      | 1      | 1      | 2      | 1      | 2      |        | 1      | 1      | 2            | 2            |        |        | 1      |        | 32     |
| Ecuador             | 2      | 1      |        |        |        |        |        |        |        |        |        |        |        |        |        |        |              |              |        | 1      |        | 1      | 5      |
| Eritrea             | 2      | 1      | 1      |        |        |        |        |        |        |        |        |        |        |        |        |        |              |              |        |        |        |        | 4      |
| Estland             | 2      | 2      |        |        |        |        |        |        |        |        |        |        |        |        |        |        |              | 1            |        |        |        |        | 5      |
| Finnland            |        |        | 1      |        |        |        |        |        |        |        |        |        |        |        |        |        |              |              |        |        |        |        | 1      |
| Frankreich          | 5      | 1      | 1      | 1      | 2      | 1      | 2      | 1      | 1      |        | 2      |        | 2      | 1      | 1      |        | 2            | 2            | 1      | 3      | 1      | 2      | 32     |
| Griechenland        | 1      |        |        |        |        |        |        | 1      |        |        |        |        |        |        |        |        | 1            |              |        |        |        |        | 3      |
| Großbritannien      | 4      | 2      | 2      | 1      | 2      | 1      | 2      | 1      | 1      | 1      | 1      |        | 1      | 1      | 1      | 1      | 1            | 1            | 1      | 1      | 1      | 1      | 28     |
| Guatemala           | 1      |        |        |        |        |        |        |        |        |        |        |        |        |        |        |        |              |              |        |        |        |        | 1      |
| Hongkong            | 1      |        |        |        |        |        |        |        |        |        | 2      |        | 2      |        |        |        |              |              |        |        |        |        | 5      |
| Indonesien          |        |        |        |        |        |        |        |        |        |        |        |        |        |        |        |        |              |              |        |        |        | 1      | 1      |
| Iran                | 1      | 1      |        |        |        |        |        |        |        |        |        |        |        |        |        |        |              |              |        |        |        |        | 2      |
| Irland              | 3      | 1      |        |        |        |        |        | 1      | 1      |        |        |        |        | 1      | 1      |        |              |              |        |        |        |        | 8      |
| Israel              |        |        | 1      | 1      |        |        |        |        |        |        |        |        |        |        |        |        | 1            |              |        |        |        |        | 3      |
| Italien             | 5      | 2      | 4      | 1      |        |        |        | 1      | 1      | 1      |        |        |        | 1      | 1      | 1      | 3            | 1            |        | 1      |        |        | 23     |
| Japan               | 2      |        | 2      | 1      | 2      |        | 2      | 1      |        |        | 1      |        | 1      | 1      | 1      |        | 1            | 1            | 1      | 1      | 1      | 1      | 20     |
| Kanada              | 3      | 1      | 2      | 2      | 2      |        | 2      |        | 1      | 1      | 2      |        | 2      | 1      | 1      | 1      | 1            | 2            |        |        |        | 1      | 25     |
| Kasachstan          | 3      | 1      |        |        | 1      |        | 1      | 1      |        |        |        |        |        |        |        |        |              |              |        |        |        |        | 7      |
| Kolumbien           | 5      | 1      | 1      |        | 1      |        | 1      |        |        |        |        |        |        |        |        |        |              |              |        | 2      |        | 1      | 12     |
| Kuba                |        |        | 1      |        |        |        |        |        |        |        |        |        |        |        |        |        |              |              |        |        |        |        | 1      |
| Lettland            | 2      |        |        |        |        |        |        |        |        |        |        |        |        |        |        |        |              |              |        | 1      |        | 1      | 4      |
| Litauen             | 1      |        | 1      |        |        |        |        |        |        |        | 2      | 1      | 2      |        |        |        |              |              |        |        |        |        | 7      |
| Luxemburg           | 2      |        | 1      | 1      |        |        |        |        |        |        |        |        |        |        |        |        |              |              |        |        |        |        | 4      |
| Malaysia            |        |        |        |        | 2      |        | 2      |        |        |        |        |        |        |        |        |        |              |              |        |        |        |        | 4      |
| Marokko             | 1      |        |        |        |        |        |        |        |        |        |        |        |        |        |        |        |              |              |        |        |        |        | 1      |
| Mexiko              | 1      |        | 1      |        |        |        |        |        |        |        | 2      | 1      | 2      | 1      |        |        | 1            | 1            |        |        |        |        | 10     |
| Namibia             | 1      |        | 1      |        |        |        |        |        |        |        |        |        |        |        |        |        | 1            | 1            |        |        |        |        | 4      |
| Neuseeland          | 2      | 2      |        |        | 2      | 1      | 2      | 1      | 1      | 1      | 2      |        | 2      | 1      | 1      | 1      | 1            |              |        |        |        | 1      | 21     |
| Niederlande         | 5      | 1      | 4      | 2      | 2      | 1      | 2      | 1      | 1      |        | 2      | 1      | 2      | 1      | 1      |        | 2            | 2            |        | 3      |        | 3      | 36     |
| Norwegen            | 4      | 1      | 2      | 1      |        |        |        |        |        |        |        |        |        | 1      |        |        | 1            |              |        |        |        |        | 10     |
| Österreich          | 3      | 1      | 1      |        |        |        |        | 1      | 1      |        |        |        |        |        |        |        | 1            | 1            |        |        |        |        | 9      |
| Panama              | 1      |        |        |        |        |        |        |        |        |        |        |        |        |        |        |        |              |              |        |        |        |        | 1      |
| Paraguay            |        |        | 1      |        |        |        |        |        |        |        |        |        |        |        |        |        |              |              |        |        |        |        | 1      |
| Peru                | 1      |        |        |        |        |        |        |        |        |        |        |        |        |        |        |        |              |              |        |        |        |        | 1      |
| Polen               | 3      | 1      | 2      | 1      | 2      | 1      | 2      | 1      | 1      |        | 2      | 1      | 2      | 1      | 1      |        | 1            | 1            |        |        |        |        | 23     |
| Portugal            | 2      | 2      |        |        |        |        |        |        |        |        |        |        |        | 1      |        |        |              | 1            |        |        |        |        | 6      |
| Ruanda              | 1      |        |        |        |        |        |        |        |        |        |        |        |        |        |        |        |              |              |        |        |        |        | 1      |
| Rumänien            | 1      |        |        |        |        |        |        |        |        |        |        |        |        |        |        |        | 1            |              |        |        |        |        | 2      |
| ROC                 | 3      | 1      | 1      |        | 2      | 1      | 2      |        |        |        | 2      | 1      | 2      | 1      | 1      |        | 1            | 1            | 1      | 1      | 1      | 2      | 24     |
| Schweden            | 1      |        | 1      | 1      |        |        |        |        |        |        |        |        |        |        |        |        |              | 1            |        |        |        |        | 4      |
| Schweiz             | 4      | 2      | 1      | 1      |        |        |        | 1      | 1      | 1      |        |        |        |        | 1      | 1      | 3            | 3            |        | 2      | 1      | 1      | 23     |
| Slowakei            | 2      | 1      |        |        |        |        |        |        |        |        |        |        |        |        |        |        |              |              |        |        |        |        | 3      |
| Slowenien           | 4      | 1      | 1      |        |        |        |        |        |        |        |        |        |        |        |        |        |              | 1            |        |        |        |        | 7      |
| Spanien             | 5      | 1      | 2      | 1      |        |        |        | 1      | 1      |        |        |        |        |        |        |        | 2            | 1            |        |        |        |        | 14     |
| Südafrika           | 3      | 1      | 2      | 1      | 1      |        | 1      | 1      |        |        | 1      |        | 1      |        |        |        | 1            | 1            |        | 1      |        |        | 15     |
| Südkorea            |        |        | 1      |        |        |        |        |        |        |        | 1      |        | 1      |        |        |        |              |              |        |        |        |        | 3      |
| Suriname            |        |        |        |        | 1      |        | 1      |        |        |        |        |        |        |        |        |        |              |              |        |        |        |        | 2      |
| Thailand            |        |        | 1      |        |        |        |        |        |        |        |        |        |        |        |        |        |              |              |        |        |        |        | 1      |
| Trinidad und Tobago |        |        | 1      |        | 2      |        | 2      |        |        |        |        |        |        |        |        |        |              |              |        |        |        |        | 5      |
| Tschechien          | 3      | 1      | 1      |        | 1      |        | 1      |        |        |        |        |        |        |        |        |        | 1            | 1            |        | 1      |        |        | 10     |
| Türkei              | 2      |        |        |        |        |        |        |        |        |        |        |        |        |        |        |        |              |              |        |        |        |        | 2      |
| Ukraine             | 1      |        | 1      |        |        |        |        |        |        |        | 1      |        | 1      | 1      | 1      |        |              | 1            |        |        |        |        | 7      |
| Ungarn              | 1      |        |        |        |        |        |        |        |        |        |        |        |        |        |        |        | 1            | 1            |        |        |        |        | 3      |
| Usbekistan          | 1      |        | 1      |        |        |        |        |        |        |        |        |        |        |        |        |        |              |              |        |        |        |        | 2      |
| Venezuela           | 1      |        |        |        |        |        |        |        |        |        |        |        |        |        |        |        |              |              | 1      | 1      |        |        | 3      |
| Vereinigte Staaten  | 2      | 2      | 4      | 2      |        |        |        | 1      | 1      |        | 1      |        | 1      | 1      |        |        | 1            | 3            | 2      | 2      | 2      | 3      | 28     |
| Belarus             | 1      |        | 1      | 1      |        |        |        | 1      |        |        |        |        |        | 1      |        |        |              |              |        |        |        |        | 5      |
| Zypern              |        |        | 1      |        |        |        |        |        |        |        |        |        |        |        |        |        |              |              |        |        |        |        | 1      |
| Gesamt: 73 NOKs     | 130    | 40     | 67     | 25     | 30     | 8      | 30     | 20     | 16     | 8      | 30     | 8      | 30     | 21     | 16     | 8      | 38           | 38           | 9      | 25     | 9      | 25     | 631    |

## Zeitplan
Über die folgenden Wettbewerbe besteht die Möglichkeit für die Athleten sich für die Olympischen Spiele zu qualifizieren
| Qualifikationswettbewerb                                                                   | Datum                          | Ort              |
| Straße                                                                                     | Straße                         | Straße           |
| ------------------------------------------------------------------------------------------ | ------------------------------ | ---------------- |
| Afrikameisterschaften 2019                                                                 | 15.–20. März 2019              | Äthiopien        |
| Asienmeisterschaften 2019                                                                  | 27.–28. April 2019             | Taschkent        |
| Amerikameisterschaften 2019                                                                | 2.–5. Mai 2019                 | Mexiko           |
| UCI-Straßen-Weltmeisterschaften 2019                                                       | 22.–29. September 2019         | Harrogate        |
| Bekanntgabe der UCI Nationenwertung                                                        | 27. Oktober 2019               | –                |
| Bahn                                                                                       |                                |                  |
| Bekanntgabe der UCI Nationenwertung 2018–2020 (nach den UCI-Bahn-Weltmeisterschaften 2020) | 2. März 2020                   | –                |
| Mountainbike                                                                               |                                |                  |
| Amerikameisterschaften 2019                                                                | 3.–7. April, 2019              | Aguascalientes   |
| Afrikameisterschaften 2019                                                                 | 12.–14. April 2019             | Windhoek         |
| Asienmeisterschaften 2019                                                                  | 25.–28. Juli 2019              | Kfardebian       |
| Mountainbike-Weltmeisterschaften 2019                                                      | 28. August – 1. September 2019 | Mont Sainte-Anne |
| Bekanntgabe der UCI Nationenwertung                                                        | 16. Mai 2021 1                 | –                |
| BMX                                                                                        |                                |                  |
| Urban-Cycling-Weltmeisterschaften 2019                                                     | 6.–10. November 2019           | Chengdu          |
| Bekanntgabe der UCI Nationenwertung (BMX-Rennen)                                           | 1. Juni 2021 1                 | –                |
| Bekanntgabe der UCI Einzelwertung (BMX-Rennen)                                             | 1. Juni 2021 1                 | –                |
| Bekanntgabe der UCI Nationenwertung (BMX-Freestyle)                                        | 8. Juni 2021 1                 | –                |

## Straßenradsport

### Männer

#### Straßenrennen
| Qualifikationswettbewerb                   | Rang      | Qualifizierte Nationen | Plätze |
| ------------------------------------------ | --------- | --- | ------ |
| Gastgeber                                  | –         | Japan | 1      |
| UCI Nationenwertung                        | 1 bis 6   | Belgien Italien Niederlande Frankreich Kolumbien Spanien | 5      |
| UCI Nationenwertung                        | 7 bis 13  | Slowenien Deutschland Australien Dänemark Großbritannien Norwegen Schweiz                                                                                     | 4      |
| UCI Nationenwertung                        | 14 bis 21 | Österreich Polen Irland ROC Südafrika Kasachstan Kanada Tschechien                                                                                            | 3      |
| UCI Nationenwertung                        | 22 bis 32 | Ecuador Portugal Slowakei Eritrea Vereinigte Staaten Neuseeland Estland Algerien Luxemburg Lettland Türkei                                                    | 2      |
| UCI Nationenwertung                        | 33 bis 50 | Belarus Ukraine Costa Rica Griechenland Rumänien Iran Schweden Ungarn Venezuela Japan Marokko Aserbaidschan Litauen Ruanda Mexiko Guatemala Argentinien China | 1      |
| Neuverteilung nicht genutzter Quotenplätze | –         | Hongkong | 1      |
| Afrikameisterschaften 2019                 | 1 bis 2   | Namibia Burkina Faso | 1      |
| Asienmeisterschaften 2019                  | 1 bis 2   | Chinesisch Taipeh Usbekistan | 1      |
| Amerikameisterschaften 2019                | 1 bis 2   | Peru Panama | 1      |
| Gesamt                                     | Gesamt    | 7 | 130    |

#### Einzelzeitfahren
| Qualifikationswettbewerb             | Rang     | Qualifizierte Nationen | Plätze |
| ------------------------------------ | -------- | --- | ------ |
| UCI Nationenwertung                  | 1 bis 30 | Belgien Italien Niederlande Frankreich Kolumbien Spanien Slowenien Deutschland Australien Dänemark Großbritannien Norwegen Schweiz Österreich Polen Irland ROC Südafrika Kasachstan Kanada Tschechien Ecuador Portugal Slowakei Eritrea Vereinigte Staaten Neuseeland Estland Algerien Iran 1) | 1      |
| UCI-Straßen-Weltmeisterschaften 2019 | 1 bis 10 | Australien Belgien Italien Neuseeland Großbritannien Vereinigte Staaten Estland Portugal Deutschland Schweiz | 1      |
| Gesamt                               | Gesamt   | 30 | 40     |

### Frauen

#### Straßenrennen
| Qualifikationswettbewerb    | Rang                                                                        | Qualifizierte Nationen | Plätze |
| --------------------------- | --------------------------------------------------------------------------- | --- | ------ |
| Gastgeber                   | –                                                                           | Japan | 2      |
| UCI Nationenwertung         | 1 bis 5                                                                     | Niederlande Italien Deutschland Vereinigte Staaten Australien                                                                                                  | 4      |
| UCI Nationenwertung         | 6 bis 13                                                                    | Belgien | 3      |
| UCI Nationenwertung         | 6 bis 13                                                                    | Dänemark Kanada Polen Spanien Großbritannien Norwegen Südafrika                                                                                                | 2      |
| UCI Nationenwertung         | 14 bis 22                                                                   | Luxemburg Frankreich Kuba Mexiko Schweiz Slowenien Belarus Japan ROC                                                                                           | 1      |
| UCI Nationenwertung         | Beste Athletinnen aus der Einzelwertung deren Nation nicht qualifiziert ist | Usbekistan Thailand Trinidad und Tobago Israel Finnland Zypern China Österreich Schweden Kolumbien Ukraine Chile Costa Rica Tschechien Litauen Namibia Eritrea | 1      |
| Afrikameisterschaften 2019  | 1                                                                           | Äthiopien | 1      |
| Asienmeisterschaften 2019   | 1                                                                           | Südkorea | 1      |
| Amerikameisterschaften 2019 | 1                                                                           | Paraguay | 1      |
| Gesamt                      | Gesamt                                                                      | 4 | 67     |

#### Einzelzeitfahren
| Qualifikationswettbewerb             | Rang     | Qualifizierte Nationen | Plätze |
| ------------------------------------ | -------- | --- | ------ |
| UCI Nationenwertung                  | 1 bis 15 | Niederlande Italien Deutschland Vereinigte Staaten Australien Belgien Dänemark Kanada Polen Spanien Großbritannien Norwegen Südafrika Luxemburg Japan 1) | 1      |
| UCI-Straßen-Weltmeisterschaften 2019 | 1 bis 10 | Vereinigte Staaten Niederlande Deutschland Schweiz Belarus Australien Kanada Israel Schweden Frankreich                                                  | 1      |
| Gesamt                               | Gesamt   | 10 | 25     |

## Bahnradsport

### Männer

#### Teamsprint
| Qualifikationswettbewerb      | Rang    | Qualifizierte Nationen                                                            | Plätze |
| ----------------------------- | ------- | --------------------------------------------------------------------------------- | ------ |
| UCI Nationenwertung 2018–2020 | 1 bis 8 | Australien Frankreich Deutschland Großbritannien Niederlande Neuseeland Polen ROC | 1      |
| Gesamt                        | Gesamt  | 8                                                                                 | 8      |

#### Sprint
| Qualifikationswettbewerb      | Rang    | Qualifizierte Nationen                                                            | Plätze |
| ----------------------------- | ------- | --------------------------------------------------------------------------------- | ------ |
| Nationen aus dem Teamsprint   | —       | Australien Frankreich Deutschland Großbritannien Niederlande Neuseeland Polen ROC | 2      |
| UCI Nationenwertung 2018–2020 | 1 bis 7 | Kanada China Japan Malaysia Südafrika Suriname Trinidad und Tobago                | 1      |
| Nationen aus dem Keirin       | —       | Kanada Kolumbien Tschechien Japan Kasachstan Malaysia Trinidad und Tobago         | 1      |
| Gesamt                        | Gesamt  | 30                                                                                | 30     |

#### Keirin
| Qualifikationswettbewerb      | Rang    | Qualifizierte Nationen                                                            | Plätze |
| ----------------------------- | ------- | --------------------------------------------------------------------------------- | ------ |
| Nationen aus dem Teamsprint   | —       | Australien Frankreich Deutschland Großbritannien Niederlande Neuseeland Polen ROC | 2      |
| UCI Nationenwertung 2018–2020 | 1 bis 7 | Kanada Kolumbien Tschechien Japan Kasachstan Malaysia Trinidad und Tobago         | 1      |
| Nationen aus dem Sprint       | —       | Kanada China Japan Malaysia Südafrika Suriname Trinidad und Tobago                | 1      |
| Gesamt                        | Gesamt  | 30                                                                                | 30     |

#### Mannschaftsverfolgung
| Qualifikationswettbewerb      | Rang    | Qualifizierte Nationen                                                           | Plätze |
| ----------------------------- | ------- | -------------------------------------------------------------------------------- | ------ |
| UCI Nationenwertung 2018–2020 | 1 bis 8 | Australien Kanada Dänemark Deutschland Großbritannien Italien Neuseeland Schweiz | 1      |
| Gesamt                        | Gesamt  | 8                                                                                | 8      |

#### Madison
| Qualifikationswettbewerb               | Rang    | Qualifizierte Nationen                                                            | Plätze |
| -------------------------------------- | ------- | --------------------------------------------------------------------------------- | ------ |
| Nationen aus der Mannschaftsverfolgung | —       | Australien Kanada Dänemark Deutschland Großbritannien Italien Neuseeland Schweiz  | 1      |
| UCI Nationenwertung 2018–2020          | 1 bis 8 | Österreich Belgien Spanien Frankreich Irland Polen Niederlande Vereinigte Staaten | 1      |
| Gesamt                                 | Gesamt  | 16                                                                                | 16     |

#### Omnium
| Qualifikationswettbewerb      | Rang     | Qualifizierte Nationen | Plätze |
| ----------------------------- | -------- | --- | ------ |
| Nationen aus dem Madison      | —        | Österreich Belgien Spanien Frankreich Irland Polen Niederlande Vereinigte Staaten                                         | 1      |
| UCI Nationenwertung 2018–2020 | 1 bis 12 | Australien Dänemark Deutschland Großbritannien Griechenland Italien Japan Kasachstan Neuseeland Südafrika Schweiz Belarus | 1      |
| Gesamt                        | Gesamt   | 20 | 20     |

### Frauen

#### Teamsprint
| Qualifikationswettbewerb      | Rang    | Qualifizierte Nationen                                            | Plätze |
| ----------------------------- | ------- | ----------------------------------------------------------------- | ------ |
| UCI Nationenwertung 2018–2020 | 1 bis 8 | Australien China Deutschland Litauen Mexiko Niederlande Polen ROC | 1      |
| Gesamt                        | Gesamt  | 8                                                                 | 8      |

#### Sprint
| Qualifikationswettbewerb      | Rang    | Qualifizierte Nationen                                                  | Plätze |
| ----------------------------- | ------- | ----------------------------------------------------------------------- | ------ |
| Nationen aus dem Teamsprint   | —       | Australien China Deutschland Litauen Mexiko Niederlande Polen ROC       | 2      |
| UCI Nationenwertung 2018–2020 | 1 bis 7 | Kanada Frankreich Großbritannien Hongkong Neuseeland Südafrika Ukraine  | 1      |
| Nationen aus dem Keirin       | —       | Kanada Frankreich Japan Hongkong Neuseeland Südkorea Vereinigte Staaten | 1      |
| Gesamt                        | Gesamt  | 30                                                                      | 30     |

#### Keirin
| Qualifikationswettbewerb      | Rang    | Qualifizierte Nationen                                                  | Plätze |
| ----------------------------- | ------- | ----------------------------------------------------------------------- | ------ |
| Nationen aus dem Teamsprint   | —       | Australien China Deutschland Litauen Mexiko Niederlande Polen ROC       | 2      |
| UCI Nationenwertung 2018–2020 | 1 bis 7 | Kanada Frankreich Japan Hongkong Neuseeland Südkorea Vereinigte Staaten | 1      |
| Nationen aus dem Sprint       | —       | Kanada Frankreich Großbritannien Hongkong Neuseeland Südafrika Ukraine  | 1      |
| Gesamt                        | Gesamt  | 30                                                                      | 30     |

#### Mannschaftsverfolgung
| Qualifikationswettbewerb      | Rang    | Qualifizierte Nationen                                                                        | Plätze |
| ----------------------------- | ------- | --------------------------------------------------------------------------------------------- | ------ |
| UCI Nationenwertung 2018–2020 | 1 bis 8 | Australien Kanada Frankreich Deutschland Großbritannien Italien Neuseeland Vereinigte Staaten | 1      |
| Gesamt                        | Gesamt  | 8                                                                                             | 8      |

#### Madison
| Qualifikationswettbewerb               | Rang    | Qualifizierte Nationen                                                                        | Plätze |
| -------------------------------------- | ------- | --------------------------------------------------------------------------------------------- | ------ |
| Nationen aus der Mannschaftsverfolgung | —       | Australien Kanada Frankreich Deutschland Großbritannien Italien Neuseeland Vereinigte Staaten | 1      |
| UCI Nationenwertung 2018–2020          | 1 bis 8 | Belgien Dänemark Irland Japan Niederlande Polen ROC Ukraine                                   | 1      |
| Gesamt                                 | Gesamt  | 16                                                                                            | 16     |

#### Omnium
| Qualifikationswettbewerb      | Rang     | Qualifizierte Nationen | Plätze |
| ----------------------------- | -------- | --- | ------ |
| Nationen aus dem Madison      | —        | Belgien Dänemark Irland Japan Niederlande Polen ROC Ukraine                                                                      | 1      |
| UCI Nationenwertung 2018–2020 | 1 bis 13 | Ägypten Australien China Frankreich Großbritannien Italien Kanada Mexiko Neuseeland Norwegen Portugal Vereinigte Staaten Belarus | 1      |
| Gesamt                        | Gesamt   | 21 | 21     |

## Mountainbike

### Männer
| Qualifikationswettbewerb                    | Rang     | Qualifizierte Nationen | Plätze |
| ------------------------------------------- | -------- | --- | ------ |
| Gastgeber                                   | –        | Japan | 1      |
| UCI Nationenwertung                         | 1 bis 2  | Schweiz Italien | 3      |
| UCI Nationenwertung                         | 3 bis 7  | Frankreich Brasilien Niederlande Spanien Deutschland                                                                                  | 2      |
| UCI Nationenwertung                         | 8 bis 21 | Tschechien Österreich Kanada Dänemark Vereinigte Staaten Belgien ROC Südafrika Neuseeland Polen Norwegen Griechenland Ungarn Rumänien | 1      |
| Afrikameisterschaften 2019                  | 1        | Namibia | 1      |
| Amerikameisterschaften 2019                 | 1        | Mexiko | 1      |
| Asienmeisterschaften 2019                   | 1        | China | 1      |
| Mountainbike-Weltmeisterschaften 2019       | 1 bis 2  | Australien Israel | 1      |
| Mountainbike-Weltmeisterschaften 2019 (U23) | 1 bis 2  | Chile Großbritannien | 1      |
| Gesamt                                      | Gesamt   | 29 | 38     |

### Frauen
| Qualifikationswettbewerb                    | Rang     | Qualifizierte Nationen | Plätze |
| ------------------------------------------- | -------- | --- | ------ |
| Gastgeber                                   | –        | Japan | 1      |
| UCI Nationenwertung                         | 1 bis 2  | Schweiz Vereinigte Staaten | 3      |
| UCI Nationenwertung                         | 3 bis 7  | Niederlande Kanada Frankreich Dänemark Deutschland                                                                                   | 2      |
| UCI Nationenwertung                         | 8 bis 21 | Großbritannien Italien Südafrika Polen Ukraine Tschechien Belgien Österreich Argentinien Estland Brasilien Ungarn Spanien Australien | 1      |
| Afrikameisterschaften 2019                  | 1        | Namibia | 1      |
| Amerikameisterschaften 2019                 | 1        | Mexiko | 1      |
| Asienmeisterschaften 2019                   | 1        | China | 1      |
| Mountainbike-Weltmeisterschaften 2019       | 1 bis 2  | Slowenien Schweden | 1      |
| Mountainbike-Weltmeisterschaften 2019 (U23) | 1 bis 2  | Portugal ROC | 1      |
| Gesamt                                      | Gesamt   | 29 | 38     |

## BMX-Rennen

### Männer
| Qualifikationswettbewerb          | Rang     | Qualifizierte Nationen                                                  | Plätze |
| --------------------------------- | -------- | ----------------------------------------------------------------------- | ------ |
| Gastgeber                         | –        | Japan                                                                   | 1      |
| UCI Nationenwertung               | 1 bis 2  | Frankreich Niederlande                                                  | 3      |
| UCI Nationenwertung               | 3 bis 5  | Vereinigte Staaten Schweiz Kolumbien                                    | 2      |
| UCI Nationenwertung               | 6 bis 11 | Australien Großbritannien Argentinien Brasilien Ecuador ROC Südafrika** | 1      |
| UCI BMX Einzelwertung             | 1 bis 3  | Chile Tschechien Venezuela                                              | 1      |
| Neuverteilung Weltmeisterschaften | 1 bis 2  | Italien Lettland                                                        | 1      |
| Gesamt                            | Gesamt   | 18                                                                      | 25     |

** Qualifiziert als kontinentaler Vertreter

### Frauen
| Qualifikationswettbewerb          | Rang     | Qualifizierte Nationen                                           | Plätze |
| --------------------------------- | -------- | ---------------------------------------------------------------- | ------ |
| Gastgeber                         | –        | Japan                                                            | 1      |
| UCI Nationenwertung               | 1 bis 2  | Niederlande Vereinigte Staaten                                   | 3      |
| UCI Nationenwertung               | 3 bis 5  | Frankreich ROC Australien                                        | 2      |
| UCI Nationenwertung               | 6 bis 11 | Kolumbien Brasilien Neuseeland Dänemark Schweiz Kanada Ägypten** | 1      |
| UCI BMX Einzelwertung             | 1 bis 3  | Aruba Großbritannien Indonesien                                  | 1      |
| Neuverteilung Weltmeisterschaften | 1 bis 2  | Ecuador Lettland                                                 | 1      |
| Gesamt                            | Gesamt   | 18                                                               | 25     |

## BMX-Freestyle

### Männer
| Qualifikationswettbewerb               | Rang    | Qualifizierte Nationen                   | Plätze |
| -------------------------------------- | ------- | ---------------------------------------- | ------ |
| Gastgeber                              | –       | Japan                                    | 1      |
| UCI Nationenwertung                    | 1       | Vereinigte Staaten                       | 2      |
| UCI Nationenwertung                    | 2 bis 5 | Australien ROC Großbritannien Frankreich | 1      |
| Urban-Cycling-Weltmeisterschaften 2019 | 1 bis 2 | Venezuela Costa Rica                     | 1      |
| Gesamt                                 | Gesamt  | 9                                        | 9      |

### Frauen
| Qualifikationswettbewerb               | Rang    | Qualifizierte Nationen                 | Plätze |
| -------------------------------------- | ------- | -------------------------------------- | ------ |
| Gastgeber                              | –       | Japan                                  | 1      |
| UCI Nationenwertung                    | 1       | Vereinigte Staaten                     | 2      |
| UCI Nationenwertung                    | 2 bis 5 | Deutschland Großbritannien Schweiz ROC | 1      |
| Urban-Cycling-Weltmeisterschaften 2019 | 1 bis 2 | Chile Australien                       | 1      |
| Gesamt                                 | Gesamt  | 9                                      | 9      |